# Doğan Türk Birliği
El Doğan Türk Birliği es un equipo de fútbol de Chipre del Norte que juega en la Liga Birinci, la primera división de fútbol en el país.

## Historia
Fue fundado en 1938 en Limassol, aunque su sede actual se encuentra en Girne. El club se afilió a la Federación turca de fútbol de Chipre en 1955 y fue uno de los equipos fundadores de la Liga Birinci ese mismo año en la que se convirtió en el primer equipo campeón, y la liga que han ganado en siete ocasiones, y también ha sido campeón de copa en cinco ocasiones.

## Palmarés
- Birinci Lig (6): 1956, 1957, 1959 1991, 1992, 1994, 2010
- Kibris Kupasi (1): 1978
- Federasyon Kupasi (1):  2012
- Basbakanlik Kupasi (3): 1989, 1990, 1993

## Jugadores

### Jugadores destacados
- Thierry Ako[4]
- Yvar Ribal Baroung[5]
- Albert Dany N'goa Belinga[6]
- Pedro Maurice Muanza Muteba[7]
- Marie-José N'zémbélé Makusa[8]
- Walter Kongolo N'qeleda[9]
- Ebenezer Odoi[10]
- Issa Zuma Kamara[11]